# Espitigneu I da Boêmia
Espitigneu I (em latim: Spitigneus; em tcheco/checo: Spytihněv I; ca. 875 - 915) foi um membro da dinastia premislida que foi duque da Boêmia de 894 ou 895 até sua morte. Sucedeu Borzivógio I e foi sucedido por Vratislau I.